# Euryopis albomaculata
Euryopis albomaculata là một loài nhện trong họ Theridiidae.
Loài này thuộc chi Euryopis. Euryopis albomaculata được J. Denis miêu tả năm 1951.